# Ottavio Strada starší
Ottavio Strada starší, z Rossbergu (1550 Norimberk ? - 1606 Praha), syn Jacopa Strady, působil jako kreslíř, sběratel starožitností a antikvář sbírek císaře Rudolfa II. Kreslil natolik dobře, že v roce 1583 se označil za dvorního malíře, pro což však chybí objektivní důkazy.

## Životopis
Po uzavření manželství Jacopa Strady s Ottilií Schenk (1544) se Jacopo nejprve usadil v Norimberku. Zde se jim narodil syn Ottavio. Jako sedmnáctiletý pobýval se svým otcem v Mantově, kde v Palazzo del Te prováděli inventarizaci sbírek a současně dohlíželi na zhotovování kopií palácových fresek. Z obavy před inkvizicí však uprchli z Mantovy do Verony, následně cestovali po Itálii a opakovaně navštívili Milán a Benátky. Během pobytu v Benátkách vznikly i dva portréty Ottavia Strady namalované v dílně Jacopa Tintoretta asi jeho dcerou Mariettou Robusti (1560 ? - 1590). Na obraze (dnes v amsterdamském Stedelijk Museum) letící Fortuna sype Ottaviovi mince z rohu hojnosti jako připomenutí jeho numizmatických zájmů, zatímco soška v jeho ruce upozorňuje na jeho budoucí činnost antikváře. Socha Venuše je považována za možný autoportrét samotné malířky. Druhý Ottaviův portrét, ale bez alegorických postav, byl namalován přibližně ve stejné době jako obraz v Amsterdamu a nachází se v soukromé šternberské sbírce (zámek Častolovice).

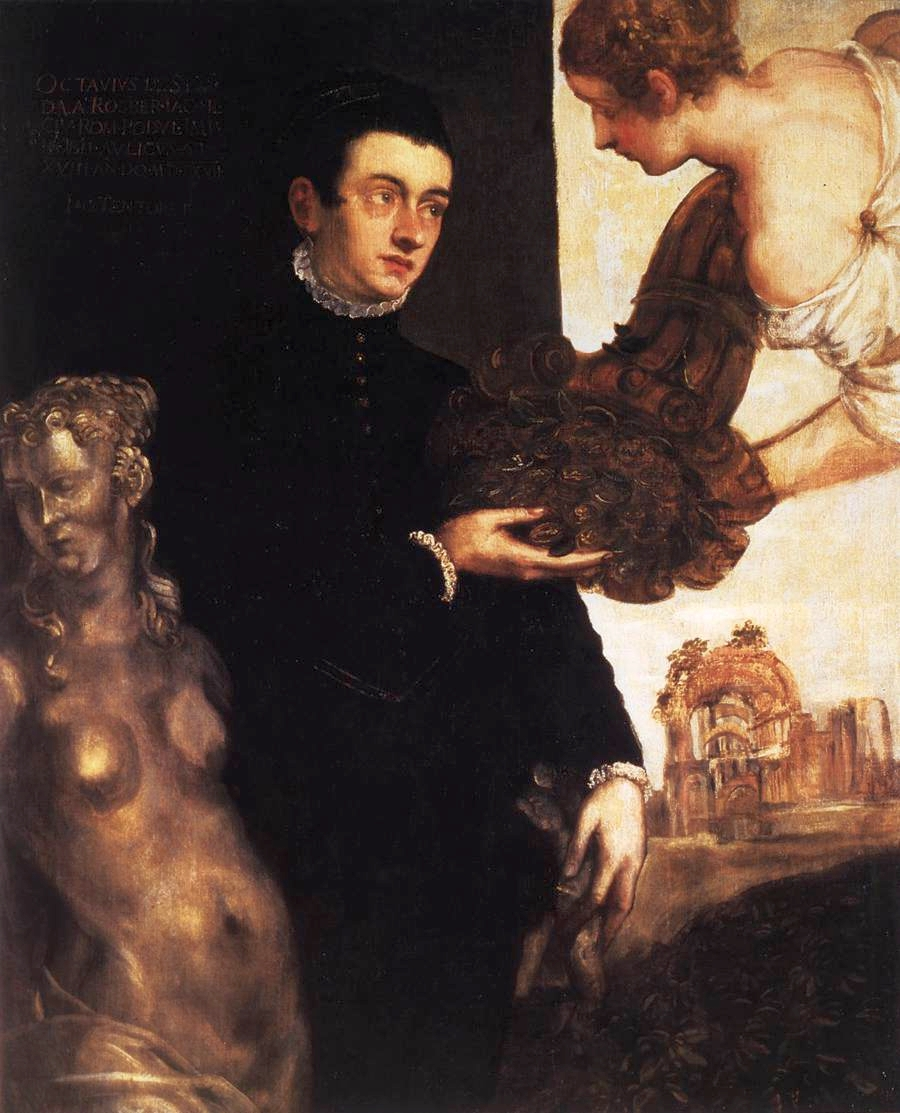
Portrét sedmnáctiletého Ottavia Strady namalovala Marietta, dcera Jacopa Tintoretta (asi 1567, 128x101 cm, Stedelijk Museum, Amsterdam)

V roce 1573 se Ottavio dostal s otcem do soudního sporu, který skončil jeho vyděděním. Přesto po otcově smrti (1588) získal podíl na otcově dědictví, aby získanou sbírku okamžitě nabídl k prodeji. Přitom nejpozději v roce 1583 Ottavio vystřídal svého otce ve funkci antikváře Rudolfových sbírek, ale již v roce 1581 mu byl udělen titul "Hofdiener". Na jeho zaměstnání a vážnosti u dvora měly nepochybně podíl jeho organizační a diplomatické schopnosti i píle: na Sadelerově portrétu (zde v infoboxu) se prezentuje jako občan města Říma s rodovým erbem a s osobním heslem "V práci je můj odpočinek" (In labore meo requies).
Z Ottaviova vztahu s Marií Hofmeisterovou se narodila dcera Kateřina Stradová (1579-1629), vlastním jménem Anna Marie, a syn Ottavio Strada mladší. Anna Marie se později stala císařovou milenkou. Přestože tento vztah nebyl nikdy oficializován, narodilo se v něm šest dětí. Tato skutečnost dále zvýšila umělcův vliv u dvora. Na důkaz své přízně mu císař potvrdil šlechtický titul "z Rossbergu" zděděný po matce. Ottaviovo pracovní nasazení a váženost u dvora doprovázelo i jeho rostoucí bohatství. Dokládá to skutečnost, že v roce 1605 Ottavio koupil dům čp. 482/I na Staroměstském náměstí 22, dal ho opravit a opatřit domovním znamením zlaté koruny. Po spojení dvou objektů se dům začal označovat "U zlaté koruny" a "U zlatého koníka". Z Ottaviovy závěti vyplynulo, že vlastnil také dům v Ungeltu, čp. 1049/I "U váhy", v ose za Týnským chrámem, který dal podle dochovaných plánů přestavět roku 1610 . Pravděpodobně roku 1606 Ottavio Strada zemřel, protože správcem císařských sbírek se stal malíř Daniel Fröschl (1563-1612), který v roce 1607 začal požadovanou inventarizaci sbírek Rudolfa II.

## Umělecká tvorba
Znalostem v numismatice a medailérství, v kresbě, ve vytváření sbírek a jejich archivování se naučil u svého otce Jacopa Strady. Prvním Ottaviovým úspěchem byla archivace kolekce medailí sběratele Giulia Calestona. Především však Ottavio čerpal z otcovy popularity a po jeho smrti i z jeho nevyužitých skic.
Úlohu zvát do Prahy významné umělce mu usnadnil titul dvorního malíře, diplomata, zcestovalého znalce a dealera starožitností. Shromáždil také rytce a kreslíře pro dva velké projekty kompendií:
- Kniha Libro de dissegni per far Vasella di Argento et Oro per servizio... (Kniha návrhů pro zhotovování nádob ze stříbra a zlata....) vyšla v Praze rokuz 1597. Kresby stolního nádobí, náčiní - příborů, váz, ornamentálních a architektonických prvků mají různý styl a rukopis, proto je historikové umění připisují desítce kreslířů a rytců Ottaviovy dílny. Kniha byla albem volných listů, vyšla asi v nákladu 200 exemplářů, které si kupující většinou dali svázat. Je uvedena například v soupisu rukopisů Dietrichsteinské knihovny, někde se dochovaly jen jednotlivé listy (například v Uměleckoprůmyslovém muzeu v Praze). Kniha je dostupná online.[6]

- Třísvazkové emblematické kompendium Symbola divina et humana Pontificium, Imperatorum, Regum.... (Lidské a božské symboly papežů, císařů a králů..) je album erbů, znaků a devis (hesel) papežů, římských císařů, králů a dalších osobností Evropy od středověku do současnosti; vyšlo v Praze v letech 1600-1603. Tento soubor i s dalšími kresbami začal koncipovat již jeho otec Jacopo (1507-1588), ale pro obrovský rozsah nerealizoval v mědirytinách. Po otcově smrti se skic ujal kreslíř Ottavio se spolupracovníky, s využitím vzorníku předloh Giulia Romana. Na realizaci se Strada podílel kresbou impresy Rudolfa II. v kruhovém poli, později ji překreslil v orámování dvojitou kružnicí.[7] Dílo představovalo působivou přehlídku emblematiky papežů, císařů a králů s důrazem na habsburskou dynastii.[8] První díl obsahoval rytiny Aegidia Sadelera (1568/70-1625/29), druhou část dokončil dvorní historik Jacobus Typotius (1540-1601), nejobsažnější třetí část dokončil lékař a přírodovědec Anselmus de Boodt (1550-1632). Kniha byla pro velký zájem opakovaně reeditována pod Anselmovým jménem (naposledy v roce 1972).[9]

### Ohlas
Dobovou popularitu emblematických kreseb dokládá i výzdoba zámku v Doudlebech nad Orlicí, kde na stropě pokoje Ferdinanda z Bubna-Litic jsou Sadelerovy heroické emblémy z knihy "Symbola" zobrazeny po šesti medailonech na každé z foliových stropních desek.

## Umělecko-historický význam díla Ottavia Strady
Význam Ottavia Strady, stejně jako jeho otce Jacopa, je především v jejich antikvářské činnosti a to navzdory tomu, že za celou dobu působení ve funkci archiváře sbírek Rudolfa II. se Ottaviovi nepodařilo vytvořit jejich inventář. Je zřejmé, že byl i úspěšným vydavatelem, zatímco jeho umělecká tvorba zůstala na okraji jeho zájmu. Proto uvedení jeho jména na výše zmíněných rukopisných dílech je třeba chápat jako označení editora, nikoliv však jako jejich autora.